# Riečka (Banská Bystrica)
Riečka (ungarisch Récske – bis 1888 Rjecska) ist eine Gemeinde in der Mitte der Slowakei mit 868 Einwohnern (Stand 31. Dezember 2024) und gehört zum Okres Banská Bystrica, einem Landkreis des Banskobystrický kraj.

## Geographie
Die Gemeinde befindet sich im Nordwestteil des Talkessels Zvolenská kotlina, am Übergang in die Kremnitzer Berge westlich und das Gebirge Starohorské vrchy nördlich der Gemeinde. Riečka wird vom Bach Riečanka durchflossen. Das Ortszentrum liegt auf einer Höhe von 492 m n.m. und ist sechs Kilometer von Banská Bystrica entfernt.
Nachbargemeinden sind Banská Bystrica (Stadtteile Uľanka und Podlavice) im Norden und Osten, Tajov im Süden, Kordíky im Westen und Harmanec im Nordwesten.

## Geschichte
Der Ort wurde zum ersten Mal 1455 als Reczke schriftlich erwähnt und entstand im frühen 15. Jahrhundert auf dem Herrschaftsgebiet von Neusohl. Spätmittelalterliche und frühneuzeitliche Namen sind Rechka (1473), Riczka (1489), Riczkadorf (1490) und Reczka (1516). Das Dorf und umliegende Gebiet waren im 15. Jahrhundert Besitz der einflussreichen Neusohler Familien Karl und Jung, zwischen 1496 und 1546 des Geschlechts Thurzo, danach der Neusohler Bergkammer. Durch vorhandene Bergwerke und Hütten in der Gegend war Riečka weit bis in das 19. Jahrhundert in diese Wirtschaftszweige integriert. 1828 zählte man 84 Häuser und 623 Einwohner, die als Landwirte, Obstbauer, aber auch als Bergleute und Arbeiter in umliegenden Hütten beschäftigt waren.
Bis 1918 gehörte der im Komitat Sohl liegende Ort zum Königreich Ungarn und kam danach zur Tschechoslowakei beziehungsweise heute Slowakei.

## Bevölkerung
| Jahr                | 1994 | 2004     | 2014     | 2024     |
| ------------------- | ---- | -------- | -------- | -------- |
| Anzahl der Personen | 522  | 604      | 764      | 868      |
| Unterschied         |      | +15,70 % | +26,49 % | +13,61 % |

| Jahr                | 2023 | 2024    |
| ------------------- | ---- | ------- |
| Anzahl der Personen | 873  | 868     |
| Unterschied         |      | −0,57 % |

Nach der Volkszählung 2011 wohnten in Riečka 710 Einwohner, davon 666 Slowaken, fünf Tschechen und ein Pole. 38 Einwohner machten keine Angabe zur Ethnie.
452 Einwohner bekannten sich zur römisch-katholischen Kirche, 68 Einwohner zur Evangelischen Kirche A. B., vier Einwohner zur griechisch-katholischen Kirche, drei Einwohner zur evangelisch-methodistischen Kirche und ein Einwohner zur Bruderkirche; ein Einwohner bekannte sich zu einer anderen Konfession. 112 Einwohner waren konfessionslos und bei 69 Einwohnern wurde die Konfession nicht ermittelt.

## Bauwerke
- römisch-katholische Kirche im spätklassizistischen Stil aus dem Jahr 1858